# Доліхос
Доліхос, або лобія, або гіацинтові боби (Dolichos lablab L.) — вид рослин з роду доліхос родини бобових (Fabaceae). Походить з Африки (область Каліманджаро) і Магадаскару. Звідси він поширився у вторинний центр різноманіття — Індію та Південно-Східну Азію.

## Ботанічний опис[2]
Однорічна трав'яна рослина. Число хромосом 2n=20, 22 і 24. Листки великі, серцеподібні, трійчасті, зелені, червонуваті або порпурові. Рослина витка, довжина стебел 3-4 м, обвиває опору проти годинникової стрілки.
Квітки метеликові, зібрані у довгі (до 40 см) суцвіття, які називаються пазушними багатоквітковими гронами. За будовою квітки подібні до інших бобових. Мають ніжний аромат, подібний до гіацинта. Завдяки аромату доліхос часто називають «кучерявим бузком», або «гіацинтовими бобами».
Плід — типовий біб, характерний для бобових. Боби буряково-червоного забарвлення. Після достигання вони стаються коричневими. Вони короткі (до 6 см), злегка вигнуті, плескаті з 2-3 насінинами. Стулки боба з внутрішньої сторони мають сильно виражений пергаментний шар. Насіння може бути білуватим, або чорним з характерним білим рубчиком. Маса 1000 насінин 150—350 г.
Доліхос відноситься до самозапильних рослин, хоча зрідка може запилюватися й комахами.

## Біологічні особливості
Доліхос — тепловимоглива рослина. Насіння починає проростати лише за температури 14-15 °С. Оптимальна температура для проростання вище 20 — 25 °С. Сходи за таких температур з'являються на 5-7 добу. Тоді як, низькі температури після сходів (менше 10 °С) негативно впливають на ріст кореневої системи, а фотосинтез припиняється. Верхня межа оптимальних температур лежить на межі 35 °С.
Рослини доліхоса дуже вимогливі до освітлення. Погано реагують на затінення та загущення рослин. За недостатнього освітлення рослини витягуються, листки швидко набувають світло-зеленого забарвлення. В умовах недостатнього освітлення утворення бобів і насіння сповільнюється.
До біологічних особливостей слід віднести низьку стійкість проти бактеріальних та грибних хвороб у умовах перезволоженої холодної погоди. Аналогічно до інших бобових пошкоджується подібними шкідниками.

## Основні елементи технології вирощування в Україні[3]
Використовують різні способи вирощування. У квітникарстві використовують горшечковий або касетний спосіб вирощування через розсаду. Це дає можливість подовжити період квітування. Окрім цього, розсадний спосіб дозволяє вирощувати доліхос в усіх кліматичних зонах України.
У південних та центральних областях його з успіхом можна вирощувати прямою сівбою насіння у відкритий ґрунт. Добрими попередниками є більшість овочевих рослин, окрім бобових. Підготовку ґрунту проводять за системою обробітку, а саме — восени глибока зяблева оранка на 25-27 см, під яку вносять фосфорно-калійні добрива, а весною — боронування, дві культивації з внесенням 40 кг/га азотних добрив. Ширина міжрядь 70 см, у рядку 20-30 см (відповідно густота 71 і 48 тис. рослин). Глибина сівби до 5 см. Для масового вирощування опори не використовують.
Через неодночасне цвітіння урожай бобів-лопаток і насіння збирають вибірково у міру достигання бобів. Урожайність за густоти 71 тис. рослин складає: нестиглих бобів-лопаток до 7,3 т/га, зеленого горошку — 3,3 т/га, стиглого насіння — 2,5 т/га.

## Використання
Використання має різні напрями — декоративне, овочеве (зелений горошок), зернобобове (стигле насіння), кормове (зелена маса), агромеліоративне (для сівозміни і сидерати, особливо для бавовнику і цукрової тростини). З листків добувають синій харчовий барвник.
Насіння має широке застосування у медицині.

## Галерея

Доліхос, або лобія, або гіацинтові боби
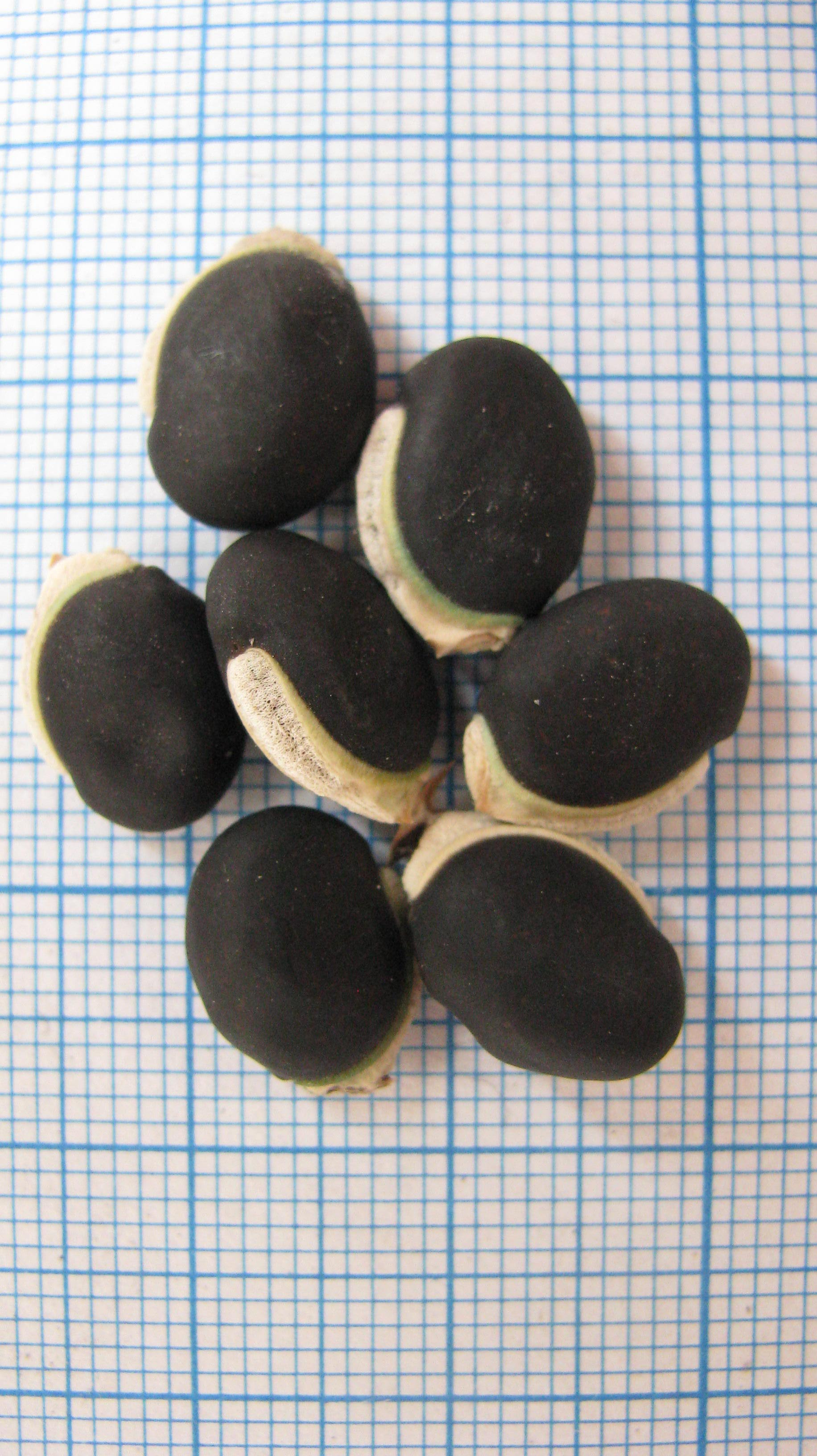
Насіння
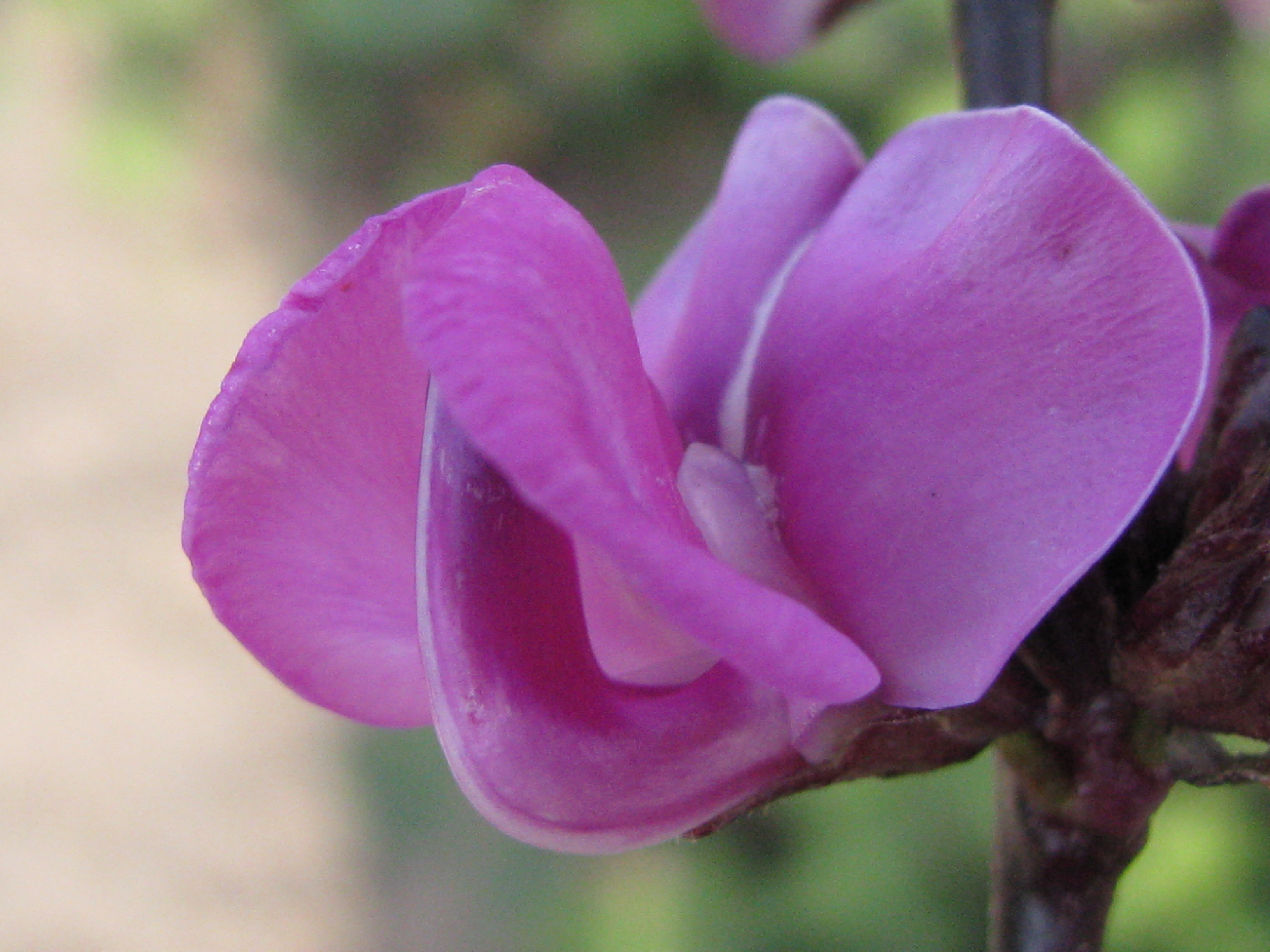
Квітка
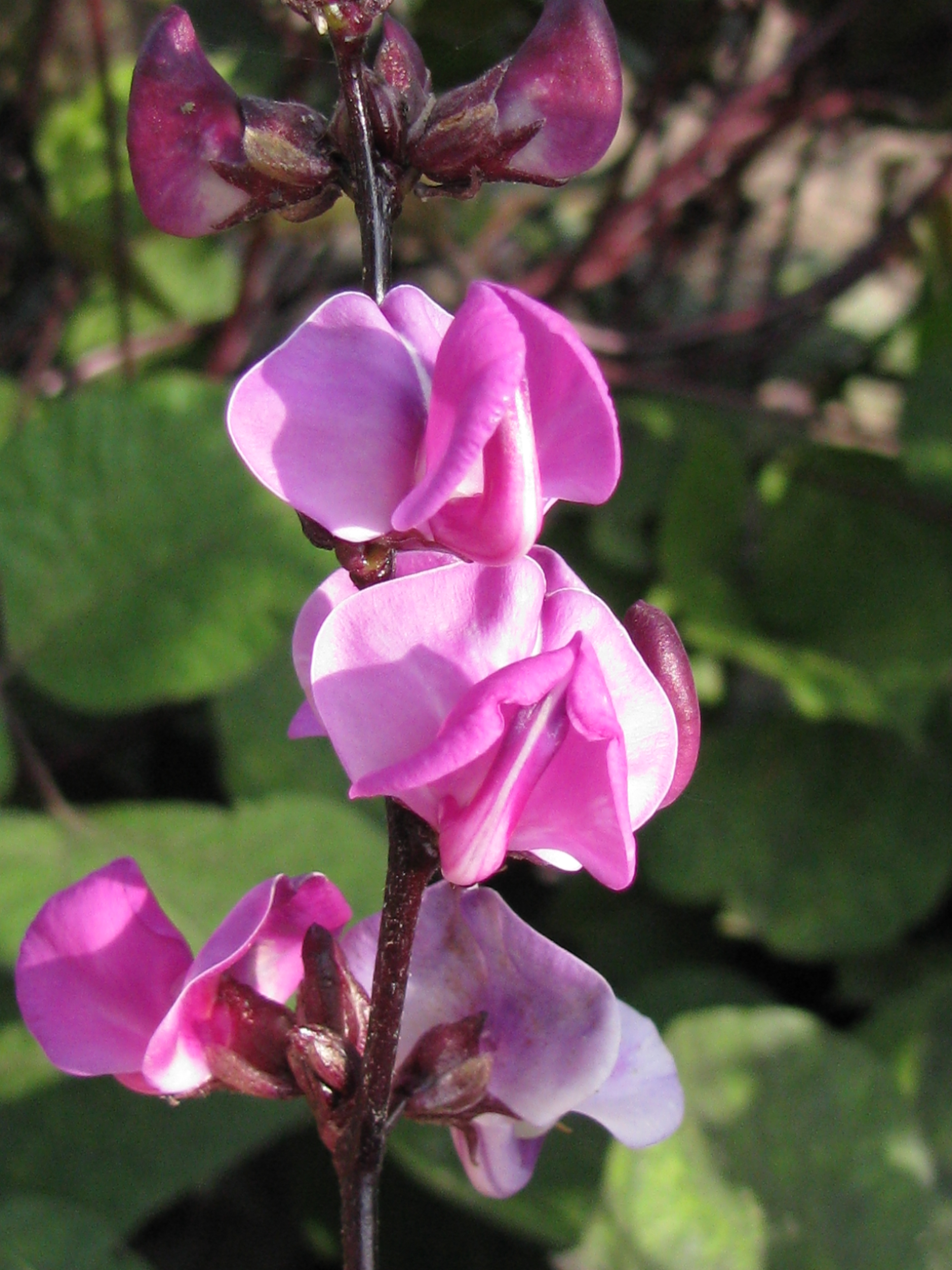
Суцвіття
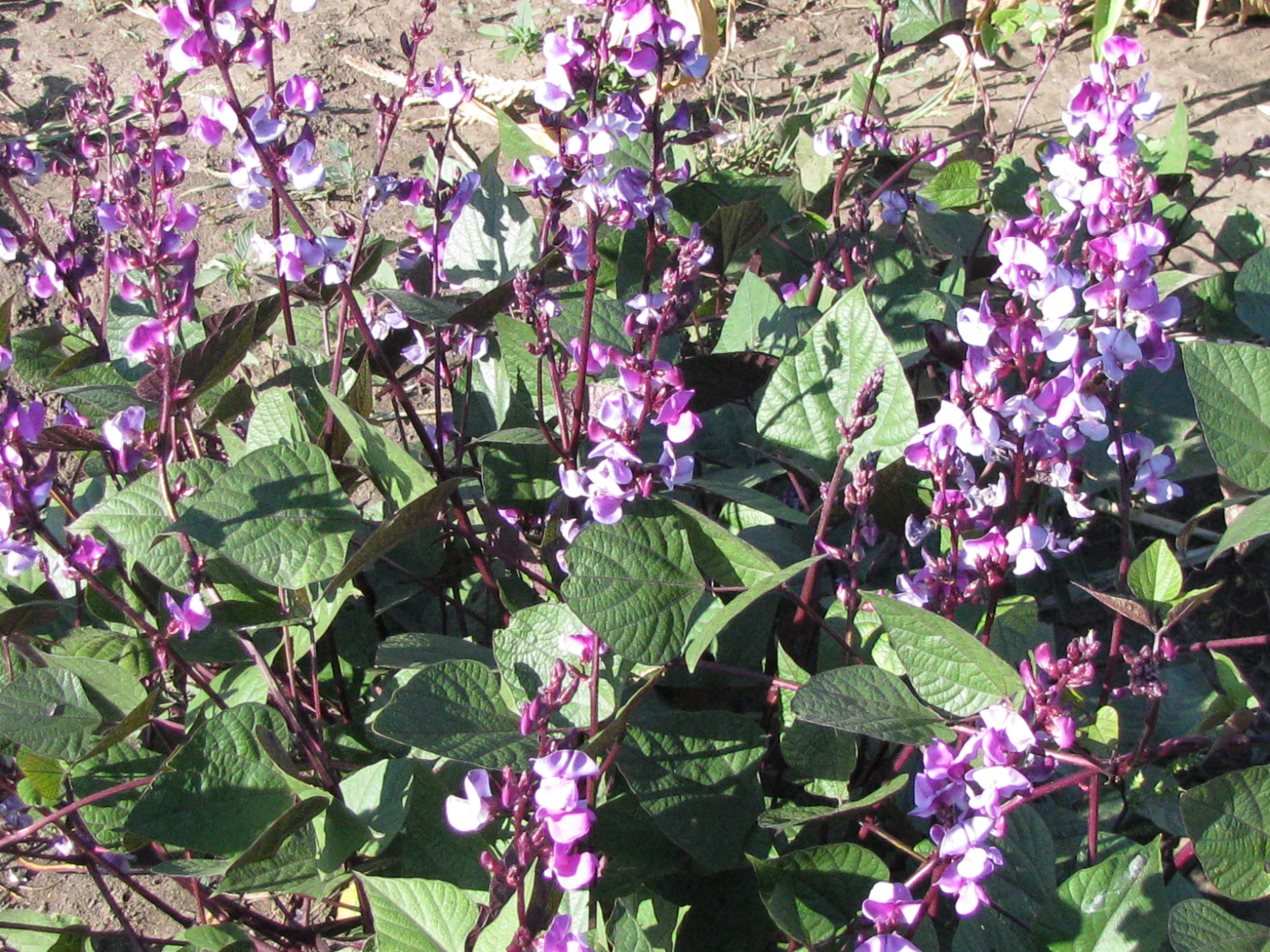
Масове цвітіння
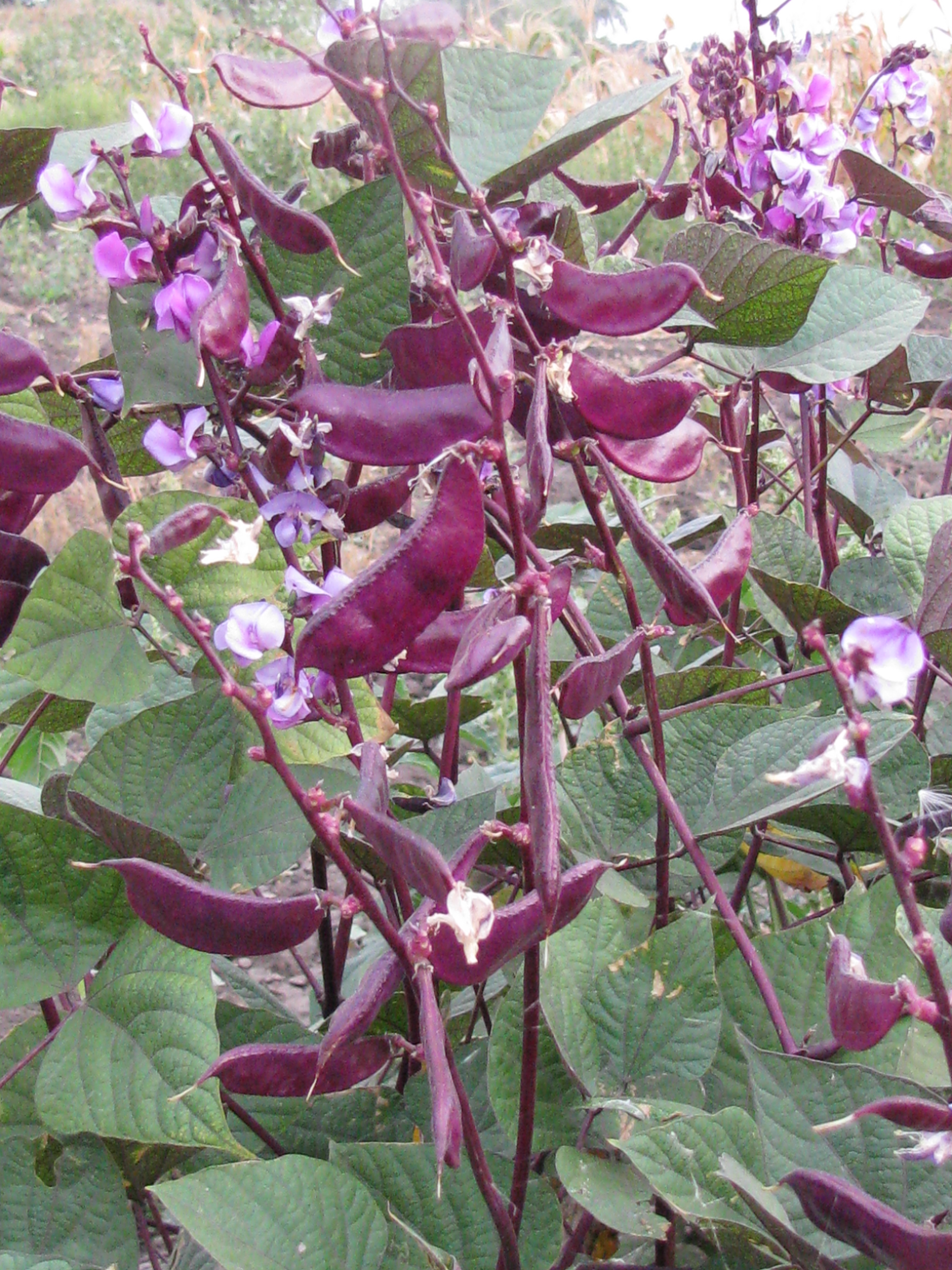
Плодоношення